# I. Jaroszláv kijevi nagyfejedelem
I. Jaroszláv Vlagyimirovics, más néven Bölcs Jaroszláv (Kijev, 979 vagy 986 – Kijev, 1054. február 20.), (Óorosz nyelven írott formában: Ꙗрославъ Володимѣричь, orosz nyelven: Ярослав Мудрый; keresztségben kapott neve: Georgij; skandináv nyelven: Jarizleifr) kijevi nagyfejedelem (1019–1054) és novgorodi fejedelem, a skandináv eredetű Rurik-dinasztia tagja. Egyike Ruténia (Ruthenia, Russia, Ruscia vagy Roxolania ), azaz a középkori Kijevi Rusz legjelentősebb fejedelmeinek.

## Hatalomra jutása
Jaroszláv apja I. Vlagyimir kijevi nagyfejedelem, anyja a polocki fejedelem lánya, Rognyeda, akinek apját az esküvő előtt Vlagyimir meggyilkolta. Vlagyimir a jelentős helyi központok élére elsősorban számos fiai egyikét állította, így került Jaroszláv 1010-ben Novgorod trónjára. 1014-ben megtagadta a Kijevnek járó évi adó megfizetését, így ellentét keletkezett apa és fia között, és Jaroszláv felkészült a várható megtorlásra. Varég zsoldosokat fogadott, akik igen erőszakosan viselkedtek a novgorodiakkal. A városban kitört a felkelés, a lakosok varégokat öltek meg, s válaszul erre Jaroszláv novgorodi előkelőket végeztetett ki. Vlagyimir halála miatt (1015) a kijeviek hadjárata elmaradt.
A következő kijevi nagyfejedelem, Vlagyimir egyik fia, Szvjatopolk mindent megtett azért, hogy esetlegesen trónját fenyegető fivéreitől megszabaduljon, s az erősen elfogult óorosz források szerint három testvérét, Boriszt, Glebet és Szvjatoszlavot is meggyilkoltatta. Mivel ezek a gyilkosságok egybeestek Jaroszláv érdekeivel is, valószínűleg számára csak ürügyet szolgáltattak. Sőt az egyik skandináv forrás (Eymundarsaga) szerint Boriszt épp Jaroszláv gyilkolta meg. Jaroszláv, aki megszerezte a novgorodiak támogatását, novgorodi és varég harcosokból álló seregével a Dnyeper partján, Ljubecsnél megverte Szvjatopolk seregét (1016). Fivére Lengyelországba menekült, s Jaroszláv kijevi nagyfejedelem lett. A novgorodiakat busásan megjutalmazta, és a források alapján valószínűsíthető, hogy a város és környező területe kiváltságokat kapott. Szvjatopolk azonban erős támogatóra talált apósa, I. Boleszláv lengyel király személyében, aki csapatokkal sietett a segítségére, seregében lengyel katonák mellett német és magyar segédcsapatokat is voltak. A következő ütközetben, amelyet a Nyugati-Bug folyó mellett, 1018-ban vívtak, Jaroszláv döntő vereséget szenvedett, és mindössze 4 főnyi kíséretével jutott el Novgorodig, ahol a lakosok (akik féltették városuk kiváltságait) pénzt gyűjtöttek újabb harcosok felfogadására. Valószínűleg ekkor vette feleségül III. Olaf svéd király lányát, Ingigerdát (orosz nevén Irinát), így megnyerve magának a varégok szövetségét. Közben Szvjatopolk és I. Boleszláv között ellentét keletkezett, és a lengyelek kivonultak. Szvjatopolk a besenyőktől kapott segítséget, de az Alta folyónál Jaroszláv harcosaitól súlyos vereséget szenvedett, és rövidesen meghalt (1019).
Bár a fejedelmi hatalmat megszerezte, Jaroszlávnak továbbra is harcolnia kellett. 1021-ben unokatestvére, Brjacsiszláv polocki fejedelem támadta meg Novgorodot. Őt Jaroszláv kijevi segítséggel legyőzte, de a következő ellenfelével korántsem volt ilyen könnyű a helyzete. 1024-ben testvére, Msztyiszlav tmutarakáni fejedelem kihasználta, hogy a nagyfejedelem Novgorodban van, és megpróbálta bevenni Kijevet. A sikertelenség után Csernyigovot foglalta el. A Csernyigov közelében sorra kerülő ütközetben Msztyiszlav győzött, Jaroszlav pedig Novgorodba menekült. Msztyiszlav nem élt vissza a helyzetével, sőt a kor szokásaihoz mérve nagylelkűnek mutatkozott. Elismerte Jaroszláv, mint idősebb testvér igényét a kijevi trónra, magának Csernyigovot és a Dnyeper bal partját tartotta meg. Ez alapján kötötték meg a gorogyeci békét 1026-ban. A Kijevi Ruszra több éven át tartó béke korszaka köszöntött. A testvérek betartották a szerződésben foglaltakat, sőt egyesített erővel támadtak Lengyelországra. Mindenesetre az óorosz források Szvjatopolktól eltérően a legnagyobb elismerés hangján szólnak Msztyiszlavról, aki 1036-ban halt meg. Ezután Jaroszláv „az orosz föld egyeduralkodójává vált”, ahogyan a Nyesztor-krónikában áll.

## Uralkodása
Külpolitikájában kiemelten jó viszonyt ápolt a skandinávokkal, hiszen fő katonai támaszát a varég zsoldos csapatok jelentették. A varégok részesei voltak a besenyők felett aratott 1036. évi győzelemnek is. Lengyelországgal már nem volt ilyen jó a kapcsolata, elsősorban azért, mert I. Boleszláv a hatalmi harcok idején elfoglalta a Bug és a Wieprz folyó között fekvő városokat, amelyeket Jaroszláv 1030–1031-ben foglalt vissza, kihasználva a lengyel állam válságát. Jaroszlav nagyapját, Szvjatoszlávot a besenyők gyilkolták meg, s ezért érthető, hogy nem volt velük jó a viszonya, ráadásul a besenyők állandó veszélyt jelentettek. 1036-ban, amikor a nagyfejedelem Novgorodban tartózkodott, nagy létszámú besenyő sereg jelent meg Kijev alatt. Most a novgorodiak siettek Kijev segítségre, és Jaroszlav hatalmas és véres harc után legyőzte a betolakodókat.
Bizánccal való kapcsolatát a vetélkedés jellemezte, sőt Jaroszláv 1043-ban hadjáratot szervezett Konstantinápoly ellen, amely kudarccal végződött. Az óorosz flottát a bizánciak görögtüze, majd a vihar tette tönkre. A szárazföldi csapatait a bizánciak a Balkánon bekerítették, és a katonák nagy részét elfogták. A Kijevi Rusz 3 évig tartó tárgyalások után érte el a kereskedők kártalanítását és a foglyok kiadatását. A Német-római Császárság Jaroszláv uralkodása idején nem játszott főszerepet a Kijevi Rusz külpolitikájában.
Jaroszláv uralkodása idején a Kijevi Rusz külpolitikája Magyarország vonatkozásában a szövetségesi viszony fenntartására törekedett, bár ez nem mindig sikerült. A Rusz elleni hadjáratba 1018-ban I. Boleszláv be tudott vonni egy félezres magyar egységet is, 1030–1031-ben Belz és a cservenyi városok elfoglalása idején pedig az óorosz és a magyar állam különböző táborhoz tartozott: az előbbi Németországgal együtt harcolt Lengyelország ellen, amelyet I. István viszont támogatott. Később a viszony rendeződött.

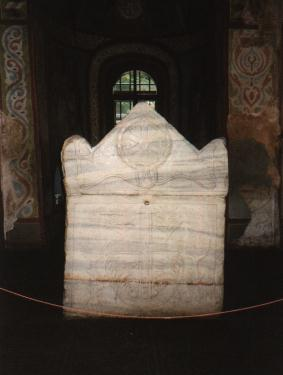
Jaroszláv szarkofágja a kijevi Szent Szófia-székesegyházban

Jaroszláv külpolitikájában igen hangsúlyosak voltak a dinasztikus kapcsolatokat megerősítő házasságok. Fiai és lányai (és lánytestvérei) a kor jelentős uralkodói dinasztiáinak tagjai lettek. Jaroszláv legidősebb lányát, Jelizavetát az a Harald svéd herceg vette feleségül, akiből később III. Harald norvég király lett, és aki az angolok elleni Stamford Bridge-i ütközetben vesztette életét. Jelizaveta ezután II. Svend dán király hitvese lett. Az 1040-es évek elején I. Kázmér lengyel fejedelem Jaroszláv testvérét, Mariját, Jaroszlav Izjaszlav nevű fia pedig Kázmér testvérét, Gertrudot vette feleségül. Jaroszláv másik testvére, akit valószínűleg Premiszlavának hívtak, Szár László Árpád-házi herceg felesége volt, így, amikor András herceg, a későbbi I. András magyar király feleségül vette a nagyfejedelem lányát, Anasztáziát, az Árpád- és a Rurik-ház másodszor került rokoni kapcsolatba. A Bizánci Birodalom és a Kijevi Rusz között 1046-ban megkötött békét is házassággal pecsételték meg: Vszevolod Jaroszlavics és IX. Konstantin bizánci császár lányának házasságával. I. Henrik francia király 1051-ben vette feleségül Anna Jaroszlavnát.
Jaroszláv 1054-ben halt meg. Végrendeletében a jelentősebb területek központjait 5 fia kapta meg, akiket felszólított, hogy éljenek szeretetben és békében, mert ellenkező esetben el fogják pusztítani apáik és nagyapáik földjét. Hatalma örököséül Izjaszláv nevű fiát tette, de az ő tekintélye nem volt elég a kormányzáshoz. Így jött létre Jaroszlavicsok triumvirátusa, amelyben a három legidősebb testvér, Izjaszlav, Szvjatoszlav és Vszevolod 15 éven keresztül közös politikát folytatott, s felváltva ült a kijevi nagyfejedelmi trónon.

### Törvénykönyve
Bár az óorosz jogalkotás már a 10. században kezdett kibontakozni, az első jól dokumentálható törvények Jaroszláv idejéből valók. A Kijevi Rusz alapvető fontosságú jogi kódexe, a Russzkaja Pravda három változatban maradt fenn, ezek a Rövid, a Bővített és a Rövidített Pravda, s közülük a Rövid Pravda első része tartalmazza Jaroszláv törvényeit, fiai, a Jaroszlavicsok rendelkezéseivel együtt. Keletkezési ideje bizonytalan. A törvények a személy elleni és a tulajdon ellen elkövetett sérelmekkel foglalkoznak, s mivel csak a jog egy részét fedik le, valószínűleg Jaroszláv által meghozott törvényeknek csak egy töredéke. Tükröződik bennük a korábbi századok szokásjoga, valamint elődeinek törvényei is bekerültek, de átalakították őket a kor szellemének megfelelően.

### Egyházpolitika
Jaroszláv jelentős szerepet játszott a keresztény hit terjesztésében is. Templomokat és kolostorokat építtetett, mint a kijevi Szent Szófia-székesegyházat (alapjait azon a helyen rakták le, ahol a besenyőket 1036-ban megverték), a mára elpusztult kijevi Arany-kapu tetején az Angyali Üdvözlet-templomot, valamint a Szent György- és a Szent Irina (Iréné)-kolostorokat. A papok és a szerzetesek ellátásáról a fejedelmi kincstárból gondoskodott. Írástudói a görög nyelvű szövegeket szláv nyelvre fordították, s az elkészült könyveket a Szófia-székesegyházban helyezték el. Ez a könyvtár mintegy 950, főleg Istentiszteletekkel kapcsolatos kötettel rendelkezett, amelyekre a templomoknak és a püspökségeknek volt szükségük.
Jaroszláv emellett bele is szólt az egyház ügyeibe, például püspököket nevezett ki, sőt a korábbi, (és a későbbi) eljárástól eltérően 1051-ben ő nevezte ki kijevi metropolitának a Barlangkolostor megalapítóját, az orosz Ilariont. Ez egyébként a konstantinápolyi pátriárka feladata volt, aki addig bizánci származású metropolitákat állított a kijevi metropólia élére. Jaroszláv ezzel a lépésével a pátriárka és a bizánci császár befolyását akarta csökkenteni. Fellendítette a György-kultuszt, érmein és pecsétjén Szent György alakja látható, valamint védőszentje tiszteletére 1037-ben Kijevben megalapította a Szent György-kolostort. Mivel Szent György a bizánci császárnak is pártfogója volt, figurája gyakran jelent meg a bizánci érméken és ólombullákon, Jaroszláv így fejezte ki egyenrangúságát a bizánci császárral. Ráadásul amikor november 26-át Szent György ünnepévé avatta, egy olyan vallási ünnepet vezetett be a Ruszban, amelyet a bizánci egyház nem ismert.

### Építkezései
Jaroszláv nem csak egyházi épületeket emeltetett, hanem Kijev építésében is nagy szerepet vállalt. Folytatta az apja által elkezdett erődítések építését, így született meg Jaroszlávváros, ahol több mint 70 hektárnyi területet vett körbe hatalmas földfalakkal, amelyeknek a hosszúsága 3,5 km volt, magasságuk elérte a 11 (a rajtuk elhelyezett faszerkezettel együtt a 16) métert, szélességük pedig meghaladta a 25 métert. Leghíresebb kapuja volt az Arany-kapu, amelynek mára csak romjai maradtak fenn. A falakon belül helyezkedtek el Kijev legfontosabb épületei, a Szent Szófia-székesegyház, a kijevi metropolita palotája, négy kőtemplom és az uralkodó szintén kőből épült palotája. Kijevben, mint az óorosz területek nagy részén, leginkább a kőt használták az építkezésekhez, hiszen a tégla igen ritka és drága építőanyag volt. A nagyfejedelem építkezéseinek eredményeként Kijev nemcsak megfelelően reprezentálta a fejedelmi hatalmat, hanem egész Európa egyik legjelentősebb városa lett, s az építészetben elért eredmények hozzájárultak a kultúra más területeinek (például a festészetnek) a fejlődéséhez is. Kijev mellett Novgorodról sem feledkezett el, ebben a városban is jelentős építkezések köthetőek a nevéhez. Itt is felépítettek kőből és téglából egy Szent Szófia-székesegyházat (1045–1050), amely szerkezetében igen hasonlít a kijevire, bár itt 13 helyett csak 5 kupola található.

### Bibliafordítása
- Mivel az egyházban használatos – Morvaországból elterjedt – ószláv nyelvet az egyszerű nép a XI. században már nem értette, Jaroszláv lefordíttatta a Biblia egyes részeit a mindennapi nyelvre.[5]

## Családja
Felesége Ingigerda (1001 – 1050. február 10.), III. Olaf svéd király és felesége, Estrid leánya. Nyolc gyermekük született, öt fiú és három lány.
Gyermekei:
- - II. Vlagyimir novgorodi fejedelem (1020 – 1052. október 4.)
  - Jelizaveta (Erzsébet), III. Harald norvég király, majd II. Svend dán király felesége
  - Anasztázia (1023 – 1074 körül), I. András magyar király felesége
  - I. Izjaszláv kijevi nagyfejedelem (1024 – 1078. október 3.)
  - II. Szvjatoszláv kijevi nagyfejedelem (1027 – 1076. december 27.)
  - I. Vszevolod kijevi nagyfejedelem (1030 – 1093. április 13.)
  - Anna (1032? – 1075), I. Henrik francia király felesége
  - Igor szmolenszki fejedelem(wd) (? – 1060)